# منو الان متوقف نکن
«منو الان متوقف نکن» (به انگلیسی: Don't Stop Me Now) تک‌آهنگی از کوئین است که در سال ۱۹۷۹ میلادی منتشر شد.

## جدول‌های موسیقی
| جدول                                                | بهترین جایگاه | بهترین سال |
| --------------------------------------------------- | ------------- | ---------- |
| بلژیک (اولتراتاپ ۵۰ فلاندرز)                        | ۲۳            | ۱۹۷۹       |
| آلمان (جدول‌های رسمی آلمان)                          | ۳۵            | ۱۹۷۹       |
| ایرلند (ایرما)                                      | ۱۰            | ۱۹۷۹       |
| هلند (۴۰ آهنگ برتر)                                 | ۱۴            | ۱۹۷۹       |
| هلند (۱۰۰ تک‌آهنگ برتر)                              | ۱۶            | ۱۹۷۹       |
| تک‌آهنگ‌های بریتانیا (اوسی‌سی)                         | ۹             | ۱۹۷۹       |
| بیلبورد هات ۱۰۰ ایالات متحده                        | ۸۶            | ۱۹۷۹       |
| سوئد (فهرست برترین‌های سوئد)                         | ۳۷            | ۲۰۰۹       |
| ترانه‌های دیجیتال پرتغال (بیلبورد)                   | ۷             | ۲۰۱۴       |
| فرانسه (اس‌ان‌ئی‌پی)                                   | ۶۸            | ۲۰۱۵       |
| استرالیا (ای‌آرآی‌ای)                                 | ۵۳            | ۲۰۱۸       |
| اتریش (او۳ تاپ ۴۰ اتریش)                            | ۳۸            | ۲۰۱۸       |
| جمهوری چک (۱۰۰ تک‌آهنگ دیجیتال برتر)                 | ۱۳            | ۲۰۱۸       |
| مجارستان (۴۰ تک‌آهنگ برتر)                           | ۱۵            | ۲۰۱۸       |
| ایتالیا (فیمی)                                      | ۵۴            | ۲۰۱۸       |
| ژاپن (۱۰۰ آهنگ داغ ژاپن)                            | ۳۷            | ۲۰۱۸       |
| هلند (۱۰۰ تک‌آهنگ برتر)                              | ۹۷            | ۲۰۱۸       |
| پرتغال (ای‌اف‌پی)                                     | ۶۵            | ۲۰۱۸       |
| اسلواکی (۱۰۰ تک‌آهنگ دیجیتال برتر)                   | ۲۷            | ۲۰۱۸       |
| اسپانیا (پروموزیک)                                  | ۷۷            | ۲۰۱۸       |
| سوئیس (شوایزر هیت‌پاراد)                             | ۵۲            | ۲۰۱۸       |
| راک و متال بریتانیا (اوسی‌سی)                        | ۱             | ۲۰۱۸       |
| ترانه‌های داغ راک و آلترناتیو ایالات متحده (بیلبورد) | ۷             | ۲۰۱۸       |
| ژاپن (۱۰۰ آهنگ داغ ژاپن)                            | ۳۲            | ۲۰۱۹       |

### جدول‌های پایان سال
| جدول (۲۰۱۹)                             | جایگاه |
| --------------------------------------- | ------ |
| فرانسه (اس‌ان‌ئی‌پی)                       | ۱۳۴    |
| مجارستان (۴۰ تک‌آهنگ برتر)               | ۸۱     |
| پرتغال (ای‌اف‌پی)                         | ۱۶۶    |
| تک‌آهنگ‌های بریتانیا (شرکت جدول‌های رسمی)  | ۹۹     |
| ترانه‌های راک داغ ایالات متحده (بیلبورد) | ۲۵     |

### نسخه بازبینی‌شده
| جدول (۲۰۱۹)                                         | بهترین جایگاه |
| --------------------------------------------------- | ------------- |
| ترانه‌های داغ راک و آلترناتیو ایالات متحده (بیلبورد) | ۳۰            |

## گواهینامه‌ها و فروش
| منطقه                                                                      | گواهی     | واحد گواهی‌شده/فروش |
| -------------------------------------------------------------------------- | --------- | ------------------ |
| استرالیا (آی‌اف‌پی‌آی استرالیا)                                               | ۵× پلاتین | ۳۵۰٬۰۰۰            |
| دانمارک (آی‌اف‌پی‌آی)                                                         | ۲× پلاتین | ۱۸۰٬۰۰۰            |
| آلمان (بی‌وی‌ام‌آی)                                                           | طلا       | ۲۵۰٬۰۰۰            |
| ایتالیا (اف‌آی‌ام‌آی)                                                         | ۳× پلاتین | ۱۵۰٬۰۰۰            |
| ژاپن (آرآی‌ای‌جی) انتشار ۲۰۱۱                                                | طلا       | ۱۰۰٬۰۰۰^           |
| بریتانیا (بی‌پی‌آی)                                                          | ۴× پلاتین | ۲٬۴۰۰٬۰۰۰          |
| ایالات متحده (آرآی‌ای‌ای)                                                    | ۴× پلاتین | ۴٬۰۰۰٬۰۰۰          |
| * رقم فروش تنها بر پایهٔ گواهی‌ها. · رقم فروش+پخش جاری تنها بر پایهٔ گواهی‌ها. |           |                    |